# Лахірі
Лахірі (груз. ლახირი) — село в Грузії.
За даними перепису населення 2014 року в селі проживає 83 особи.